# Oruro
Oruro er en by i den vestlige del af Bolivia med et indbyggertal (pr. 2012) på 264.683. Byen er beliggende nogenlunde midt imellem La Paz og Sucre ca. 3700 meter over havet. Den er administrativt centrum i departementet af samme navn.
Oruro har historisk været en mineby som følge af områdets rige forekomster af bl.a. tin, wolfram, sølv og kobber.
Oruro er kendt for sit årlige karneval. "Djævledansene" ved karnevalet er en af de største folkemusikalske begivenheder i Sydamerika og var en af de første begivenheder, der blev optaget på UNESCOs liste over Mesterværker i mundtlig og immateriel kulturarv i 2008.

## Historie
Byen blev grundlagt den 1. november 1606 af Don Manuel Castro de Padilla som et centrum for sølvminerne i Uru-regionen. Byens navn var oprindelig Real Villa de San Felipe de Austria efter den spanske monark Filip 3. af Spanien. Da sølvminerne var tømt, blev byen forladt. Ururo blev dog atter beboet i  slutningen af 1800-tallet som et centrum for tin-minedriften i området. Oruro fik sit navn efter Uru-stammen, der bor i området. På et tidspunkt var den nærliggende tinmine La Salvadora den største kilde til tin i verden. Efter af minen i vidt omfang blev tømt, oplevede Oruro atter økonomisk tilbagegang. Den væsentligste industri i byen er dog fortsat minedrift.

## Økonomi
Byens økonomi har historisk været afhængig af minedriften. I takt med at minerne blev tømt har Ururo oplevet en økonomisk nedtur. Byen har dog i et vist omfang retableret sig gennem indtægter fra turisme, der bl.a. besøger byens store karneval, ligesom byen i dag er et vigtigt transportcentrum med vejadgang til stillehavs-havnen Iquique i Chile samt udnyttelse af jernbanestrækningen til den chilenske havneby Antofagasta. Som følge af anlæg af nye veje er Ururo i dag et knudepunkt på vejforbindelsen mellem La Paz og atlanterhavs-havnen Port de Santos i Brasilien.

## Eksterne links
- Wikimedia Commons har flere filer relateret til Oruro
- Officiel website Arkiveret 20. december 2012 hos  Wayback Machine
- Oruros Karnival
- Beskrivelse af Oruro på boliviaweb.com Arkiveret 3. januar 2010 hos  Wayback Machine

17°58′S 67°07′V / 17.967°S 67.117°V